# Flachbahn (Berlin)

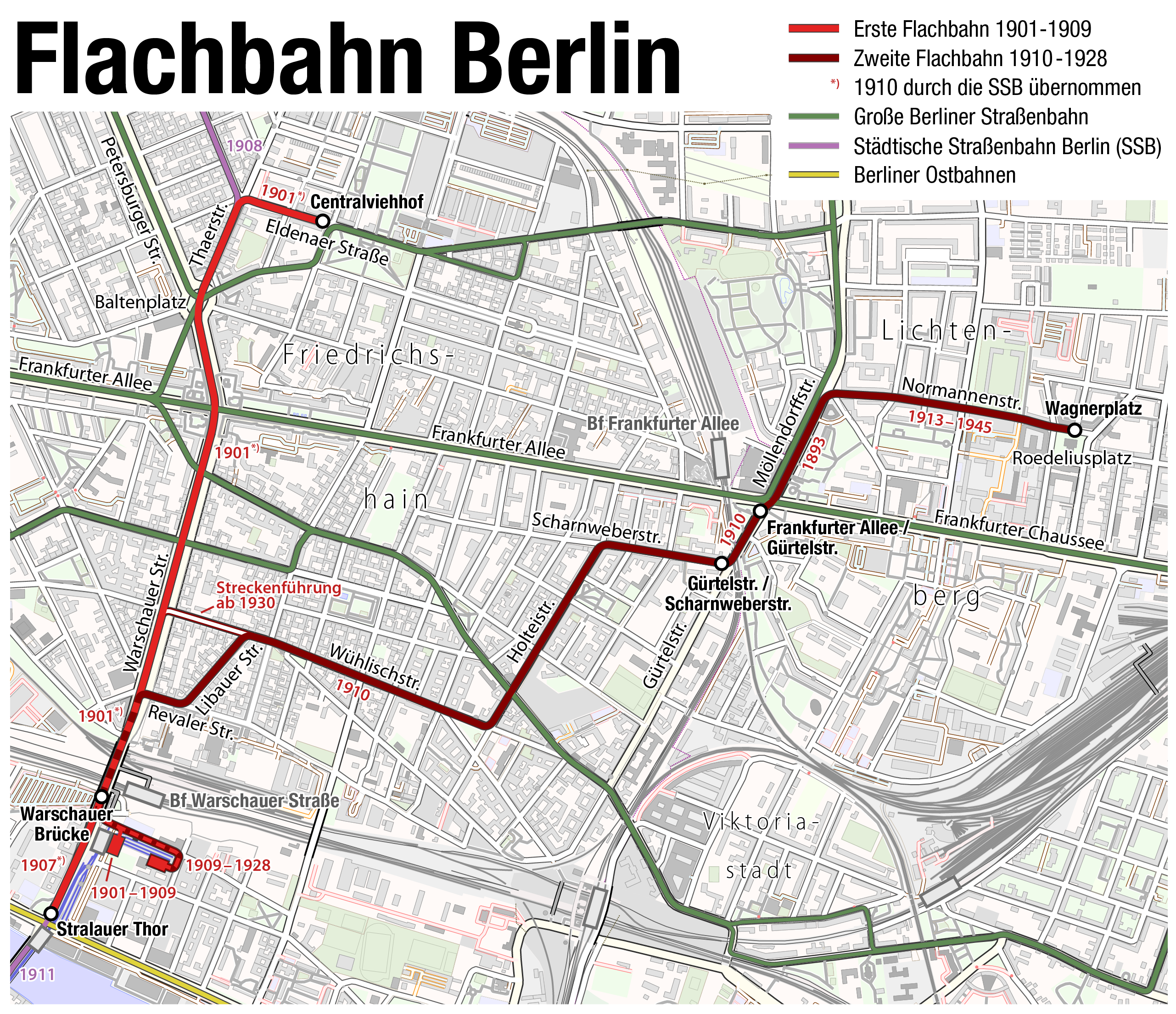
Verlauf beider Flachbahnstrecken innerhalb des Berliner Straßenbahnnetzes

Die Flachbahn war eine Berliner Straßenbahn, die von der Hochbahngesellschaft („Gesellschaft für elektrische Hoch- und Untergrundbahnen in Berlin“) erbaut und später auch betrieben wurde. Die Gesellschaft wählte die Bezeichnung Flachbahn zur Verdeutlichung der ebenerdigen Fortsetzung im Gegensatz zur aufgeständerten Hochbahn. Zwischen beiden Verkehrsmitteln bestand ein Übergangstarif. Am 1. März 1928 übernahm die Berliner Straßenbahn-Betriebs-GmbH die Betriebsführung auf der Flachbahn, die bis dahin die letzte private Straßenbahn innerhalb Berlins war. 
Die erste Flachbahnstrecke zwischen dem Bahnhof Warschauer Brücke und dem Centralviehhof ging am 1. Oktober 1901 in Betrieb, ein halbes Jahr vor Eröffnung der Stammstrecke (heutige Linie U1) der Hochbahn. Zum 1. Januar 1910 übernahmen die Straßenbahnen der Stadt Berlin diese Strecke, gleichzeitig ging die zweite Flachbahn zwischen Warschauer Brücke und Lichtenberg in Betrieb. 

## Geschichte

### Die erste Flachbahn
Um das Einzugsgebiet der Hochbahnstrecke zwischen Warschauer Brücke und Zoologischer Garten zu vergrößern, waren am West- und Ostende Straßenbahnen zum Wilhelmplatz in Charlottenburg sowie zum Zentralvieh- und Schlachthof vorgesehen. 1897 entschied sich die Stadt Charlottenburg auf ihrem Gebiet zur unterirdischen Führung der heutigen U-Bahn-Strecke, so dass sie später bis zum Wilhelmplatz geführt werden konnte und sich die Anlage einer separaten Straßenbahnstrecke erübrigte. Die östliche Anschlussstrecke wurde hingegen errichtet.
Die Inbetriebnahme sollte etwa gleichzeitig mit der Hochbahn erfolgen und war für Mitte 1901 vorgesehen. Am 16. Juni 1900 wurde die landespolizeiliche Genehmigung erteilt, nach der der Betrieb bis zum 31. Dezember 1949 befristet war. Der mit der Stadt Berlin abgeschlossene Zustimmungsvertrag enthielt die Klausel, dass die Bahn am 31. Dezember 1919 unentgeltlich an die Stadt fallen sollte. Die Bauausführung oblag Siemens & Halske zu den Bedingungen des Hochbahnbaus. Am 1. Oktober 1901 konnte die rund 2,2 Kilometer lange Strecke eröffnet werden. Die Hochbahn wurde rund vier Monate später am 15./18. Februar 1902 eröffnet und erreichte am 17. August 1902 die Warschauer Brücke. Bis zum 1. Januar 1903 lag die Betriebsführung bei Siemens & Halske und ging danach auf die Hochbahngesellschaft über. Die Züge fuhren anfangs im Abstand von zehn Minuten. Nach Eröffnung der Hochbahn wurde der Takt in den Hauptverkehrszeiten zwischen 6:00 Uhr und 7:30 Uhr sowie zwischen 10:30 Uhr und 20:30 Uhr auf fünf Minuten verdichtet, außerhalb dieser Zeiten fuhren die Züge alle siebeneinhalb Minuten. Ab dem 26. Oktober 1903 bestand zwischen 6:00 Uhr und 22:30 Uhr ein durchgehender Fünf-Minuten-Takt, in der übrigen Zeit fuhren die Züge alle zehn Minuten. Beiwagen wurden lediglich in den Verkehrsspitzen angehängt.
| ab Datum      | Verlauf | Länge (in km) |
| ------------- | --- | ------------- |
| 01. Okt. 1901 | Warschauer Brücke – Warschauer Straße – Petersburger Straße – Baltenplatz – Thaerstraße – Centralviehhof (Eldenaer Straße)                                                                       | 2,2           |
|               | |               |
| 01. Jan. 1910 | Warschauer Brücke (Rudolfstraße) – Warschauer Straße – Revaler Straße – Libauer Straße – Kopernikusstraße – Wühlischstraße – Holteistraße – Weichselstraße – Scharnweberstraße Ecke Gürtelstraße |               |
| 22. Okt. 1910 | Warschauer Brücke (Rudolfstraße) … Scharnweberstraße – Gürtelstraße Ecke Frankfurter Chaussee | 2,8           |
| 01. Jul. 1913 | Warschauer Brücke (Rudolfstraße) … Gürtelstraße – Möllendorffstraße – Normannenstraße – Lichtenberg, Wagnerplatz                                                                                 | 3,8           |

Die Strecke begann in der Warschauer Straße am Hochbahnhof Warschauer Brücke. Nach deren Überquerung folgte sie weiter der Warschauer Straße und anschließend der Petersburger Straße. Am Baltenplatz (ab 1947 Bersarinplatz) bog die Strecke in die Thaerstraße ein und folgte dieser bis zur Eldenaer Straße. Die Endhaltestelle befand sich an der Kreuzung Eldenaer Straße Ecke Liebigstraße vor dem Forckenbeckplatz. An der Frankfurter Allee und am Baltenplatz kreuzte die Bahn die Gleise der Großen Berliner Straßenbahn, die noch von der Neuen Berliner Pferdebahn angelegt wurden. Ab 1907 bestand eine weitere Kreuzung an der Boxhagener Straße.
Während des Neubaus der Rudolfhalle 1907 endeten die Hochbahnzüge bereits am Stralauer Thor, die Flachbahn wurde zu dieser Zeit um einige hundert Meter entlang der Warschauer Straße verlängert. Nachdem die Halle freigegeben war, konnten die Flachbahnwagen in der Rudolfstraße umkehren.

### Die zweite Flachbahn
Ab 1905 führte die Stadt Berlin Verhandlungen mit der Hochbahngesellschaft zur Mitbenutzung der Flachbahnstrecke. Hintergrund war die geplante Verlängerung der Städtischen Straßenbahnlinien, die ab 1908 ebenfalls am Zentralviehhof endeten, in Richtung Hermannplatz. Beide Seiten einigten sich auf einen Verkauf der Strecke an die Stadt Berlin zum Preis von 700.000 Mark. Gleichzeitig erhielt die Hochbahngesellschaft die Zustimmung zum Bau einer neuen Strecke in Richtung Lichtenberg. Bereits 1907 hatte diese Gemeinde den Wunsch nach einer Verlängerung der Hochbahn bis in ihr Zentrum geäußert. Nach Zeitungsberichten vom Oktober 1907 bedurfte es nur noch der Zustimmung der Gemeinde Boxhagen-Rummelsburg, deren Gebiet die Bahn ebenfalls passiert hätte. Aus nicht näher bekannten Gründen zerschlugen sich diese ersten Pläne. Am 1. Januar 1910 ging die erste Flachbahnstrecke in das Eigentum der Städtischen Straßenbahnen über und gleichzeitig die zweite Flachbahnstrecke bis zur Kreuzung Gürtelstraße Ecke Scharnweberstraße in Lichtenberg in Betrieb. Am 22. Oktober 1910 wurde die Strecke um ein kurzes Stück bis zur Frankfurter Chaussee (ab 1920: Frankfurter Allee) verlängert. Die Fahrzeit auf der neuen Strecke lag bei zwölf Minuten.
Die zweite Flachbahnstrecke fädelte am nördlichen Ende der Brücke aus und bog zunächst in die Revaler Straße ein. Von dort ging es weiter über die Libauer Straße, Kopernikusstraße, Wühlischstraße, Holteistraße, Weichselstraße und Scharnweberstraße zur Gürtelstraße. Unmittelbar hinter der Einmündung in die Gürtelstraße unterquerte die Strecke die Berliner Ringbahn und endete an der Frankfurter Chaussee.

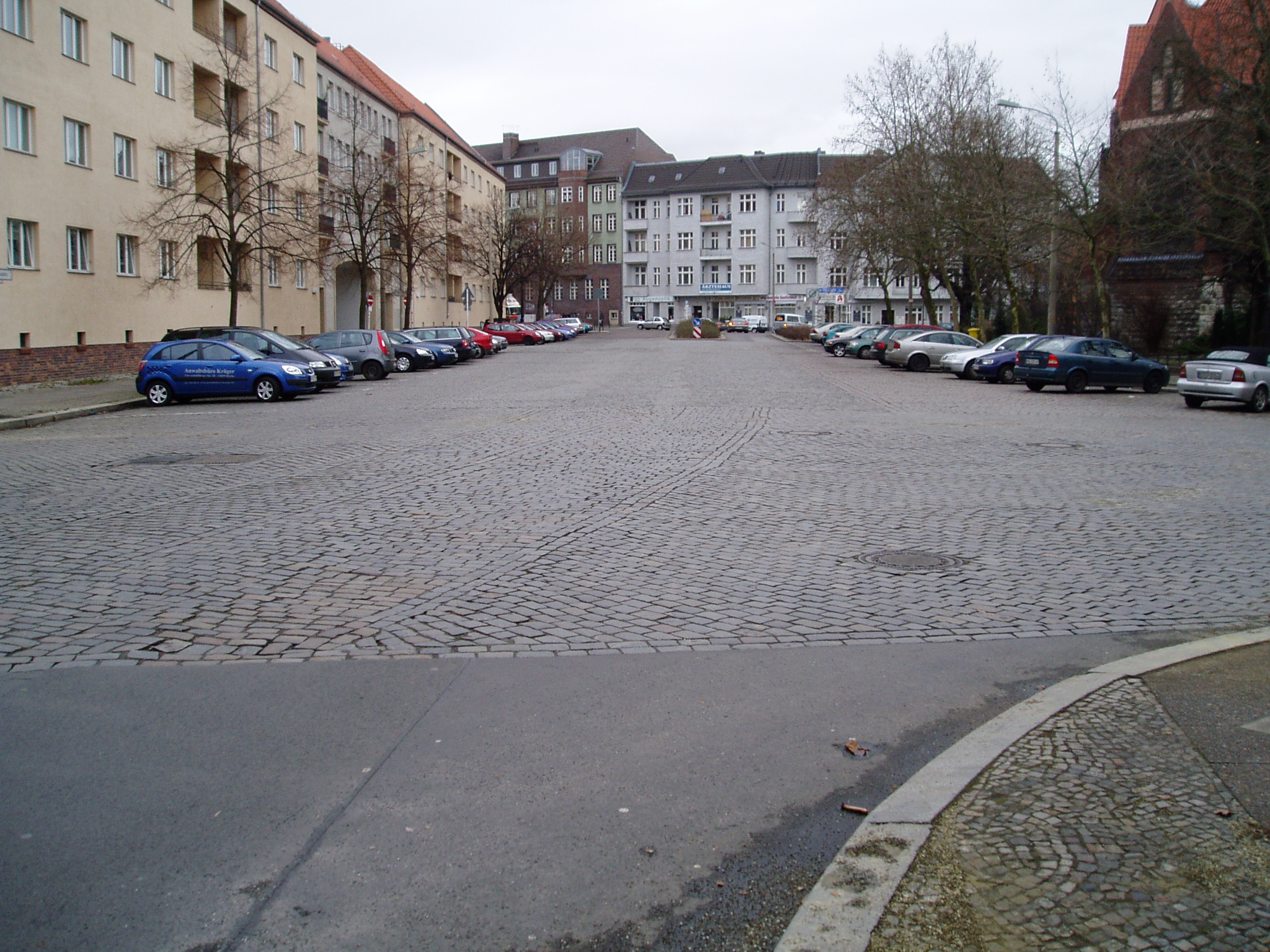
Roedeliusplatz in Lichtenberg mit Pflasterung entlang der ehemaligen Flachbahnstrecke, 2008

Lichtenberg regte 1911 die weitere Verlängerung der Strecke über die Möllendorffstraße und Normannenstraße zum Wagnerplatz (seit 1935: Roedeliusplatz) an. Auf einem etwa 350 Meter langen Abschnitt in der Möllendorffstraße konnten dabei die Gleise der Großen Berliner Straßenbahn zu genutzt werden. Am 22. März 1912 vereinbarten die Stadt Lichtenberg und die Hochbahngesellschaft die Verlängerung der Strecke, für die die staatliche Genehmigung am 7. Dezember 1912 erteilt wurde. Die Verlängerung ging am 1. Juli 1913 in Betrieb. Da das Fahrgastaufkommen nicht sehr hoch war, fuhr in der Regel nur jeder zweite Zug von der Frankfurter Chaussee aus weiter zum Wagnerplatz. Später sollte die Strecke zum Zentralfriedhof Friedrichsfelde verlängert werden, zu einer Umsetzung kam es jedoch nicht mehr.
Nach dem Ausbruch des Ersten Weltkriegs musste die Flachbahn ihren Betrieb wegen Personalmangels zwischen dem 3. August und dem 13. August 1914 einstellen. Der steigende Bedarf an Fuhrwerken, Kraftwagen und Omnibussen ließ die Fahrgastzahlen der Straßenbahnbetriebe jedoch bald drastisch ansteigen. Der Personalbedarf stieg von 60 im Jahr 1914 auf 65 Mann bei Kriegsende 1918.
Im Zuge der Bildung der Einheitsgemeinde Groß-Berlin erwarb der Verband Groß-Berlin die meisten Straßenbahnbetriebe und fasste sie in der Berliner Straßenbahn (BSt) zusammen. Die im Besitz der Hochbahngesellschaft befindliche Flachbahn war neben der Schmöckwitz–Grünauer Uferbahn nicht von diesen Maßnahmen betroffen. Während der Inflationszeit kam es wie bei den anderen Betrieben zu Einschränkungen, der Abschnitt zwischen Gürtelstraße und Wagnerplatz wurde zwischen dem 13. September 1923 und dem 30. April 1924 nicht bedient. Als die Berliner Straßenbahn am 9. September 1923 den Betrieb vollständig einstellte, waren lediglich die Züge der Flachbahn und der Uferbahn noch unterwegs, dennoch ging das Datum als „straßenbahnloser Tag“ in die Stadtgeschichte ein.

### Übernahme durch die Berliner Straßenbahn

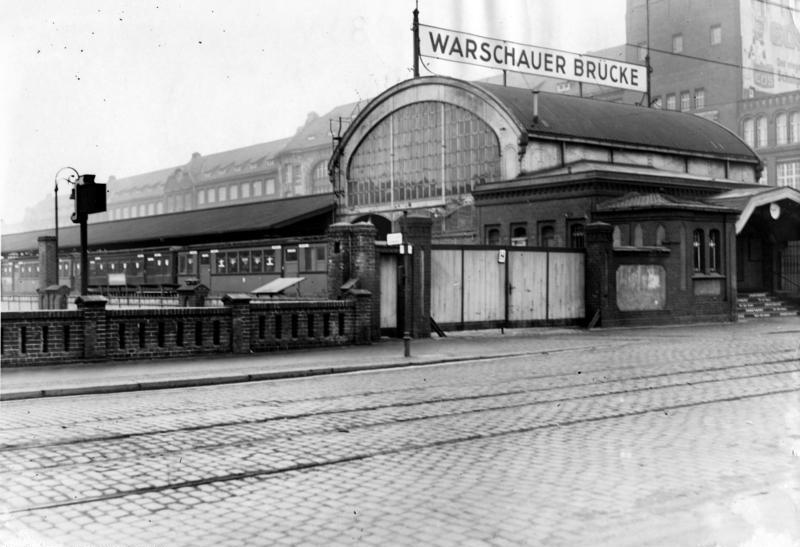
U-Bahnhof Warschauer Brücke, im Vordergrund die Endhaltestelle der Linie 90, 1932

Ende der 1920er Jahre kam es zum Zusammenschluss von Straßenbahn, Hoch- und Untergrundbahn und Omnibus zur Berliner Verkehrs-AG (BVG), den heutigen Berliner Verkehrsbetrieben. Im ersten Schritt wurde am 9. März 1927 der Einheitstarif der drei Verkehrsmittel beschlossen und am 15. März desselben Jahres eingeführt. Die Flachbahn erhielt die Liniennummer 90. Im nächsten Schritt übertrug die Hochbahngesellschaft am 1. April 1928 die Betriebsrechte der Flachbahn an die Berliner Straßenbahn-Betriebsgesellschaft. Diese baute noch im April die Oberleitung von Bügel- auf Rollenstromabnehmerbetrieb um. Die Fahrzeuge verblieben bis zur Gründung der BVG am 1. Januar 1929 im Besitz der Hochbahngesellschaft.
Die Führung der Linie 90 wurde zunächst beibehalten. Ab dem 28. August 1930 fuhren die Wagen von der Warschauer Straße aus direkt in die Kopernikusstraße, sodass die kurvige Strecke über die Revaler und Libauer Straße entfallen konnte. Im Zuge des Neubaus der Warschauer Brücke im Jahr 1938 wurde die Endhaltestelle in der Rudolfstraße aufgegeben. Die Linie wurde ab dem 11. November 1937 über die Oberbaumbrücke zum U-Bahnhof Schlesisches Tor verlängert. Am 29. Februar 1944 wurde die Linie 90 kriegsbedingt eingestellt. Als Ersatz diente die Linie 8, die weite Teile der Strecke parallel fuhr. Lediglich der Abschnitt in der Normannenstraße wurde von diesem Tag an nicht mehr bedient.
Beide Strecken sind nach wie vor größtenteils in Betrieb. Der Abschnitt zwischen Warschauer Brücke und Bersarinplatz wird von der Linie M10 befahren. Die weitere Strecke über die Thaerstraße zur Eldenaer Straße war am 15. März 1922 stillgelegt worden. Die zweite Flachbahnstrecke wird planmäßig von der Linie M13 befahren mit Ausnahme des Abschnitts in der Normannenstraße.

## Betrieb

### Fahrzeuge

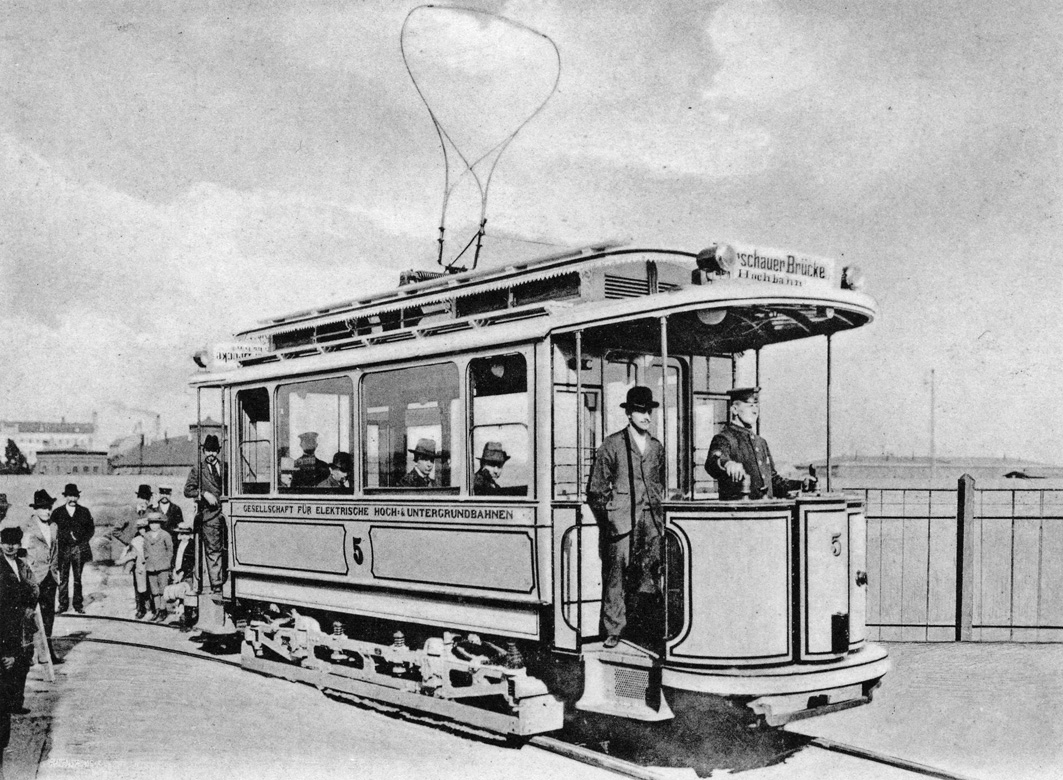
Triebwagen 5 der Flachbahn

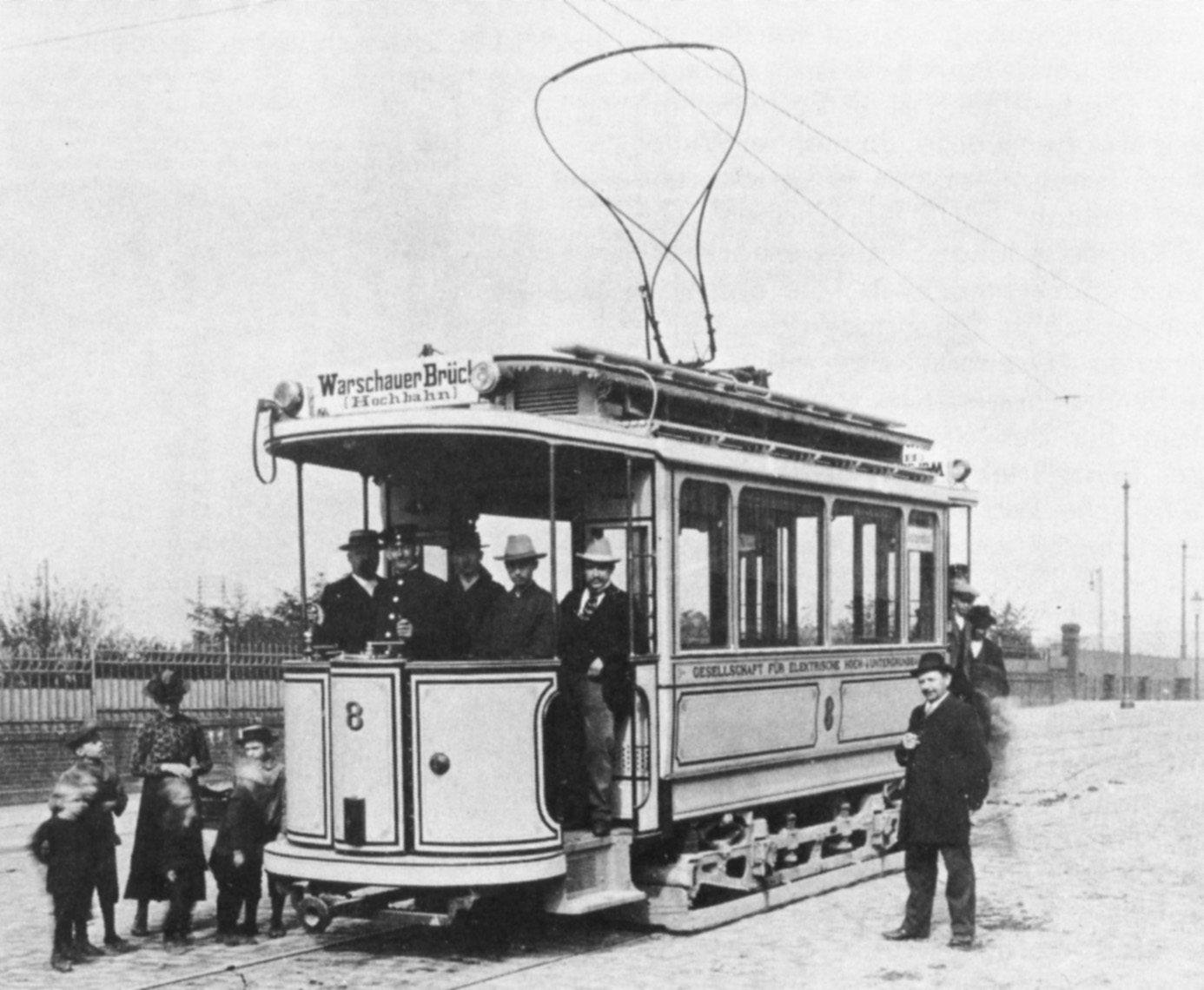
Triebwagen 8 der Flachbahn südlich der Warschauer Brücke, um 1905

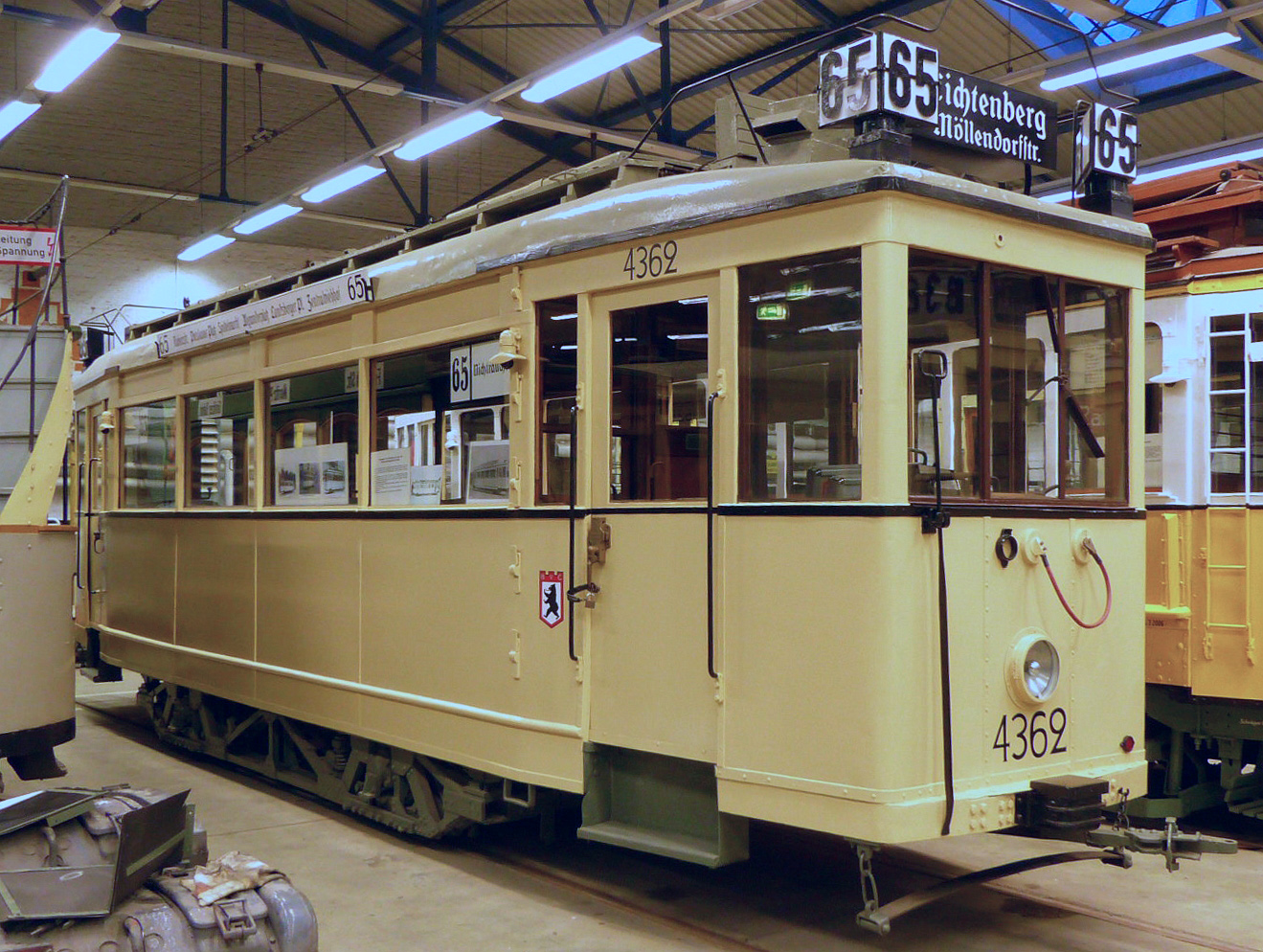
Triebwagen 14 als Triebwagen 4362 der BVG im Zustand von 1930 in der Wagenhalle des Betriebshofs Köpenick, 2020

Die Flachbahn verfügte über je drei Typen von Trieb- und Beiwagen. Die erste Fahrzeuggeneration bestand aus acht Trieb- und sechs Beiwagen mit den Nummern 1–8 und 21–26. Die Wagen entsprachen dem Siemens-Einheitstyp, der unter anderem auch bei der BESTAG fuhren. Die Triebwagen verfügten über Strombremsen, Triebwagen 7 besaß abweichend davon eine Druckluftbremse. Der Wagenaufbau von Beiwagen 23 wies sechs statt der üblichen vier Fenster in der Anordnung klein–groß–groß–klein auf. 1905 wurden zusätzlich zwei Trieb- und ein Beiwagen beschafft. Die Wagen ähnelten den Fahrzeugen von 1901, wobei die neueren Triebwagen längere Einstiegsplattformen hatten. Ein Teil der Beiwagen ließ die Berliner Straßenbahn zu Salzwagen umbauen, die übrigen Wagen wurden ausgemustert.
Die vorhandenen Wagen waren nach über 20 Betriebsjahren stark verschlissen, so dass sie die Hochbahngesellschaft bald ersetzen musste. Die wirtschaftliche Lage Anfang der 1920er Jahre ließ eine Neubestellung jedoch vorerst nicht zu, so dass die Gesellschaft auf gebrauchte Fahrzeuge zurückgreifen musste. 1923 (nach anderen Quellen 1924 bzw. 1925) erwarb sie je zwei gebrauchte Trieb- und Beiwagen, die die Nummern 11 und 12 sowie 28 und 29 erhielten. Vermutlich kamen die Wagen aus Breslau und wurden von 1923 bis 1925 lediglich angemietet. 1927 wurden sie ausgemustert, Beiwagen 29 diente danach eventuell als Salzwagen S53.
Nachdem sich die wirtschaftliche Situation wieder verbessert hatte, bestellte die Hochbahngesellschaft 1924 fünf Trieb- und neun Beiwagen bei Orenstein & Koppel in Drewitz. Die 1926 gelieferten Wagen waren an die Bauart 1925 der Berliner Straßenbahn angelehnt, die Triebwagen verfügten abweichend über ein separates Fahrgestell. Zudem waren die Wagen mit Schiebetüren auf den Plattformen ausgestattet. Obwohl die Flachbahn zu jener Zeit noch ohne Liniennummer fuhr, waren die entsprechenden Liniennummernkästen vorsorglich installiert worden. 1928 wurden die Fahrzeuge von der Berliner Straßenbahn übernommen, ab 1934 lautete ihre Typenbezeichnung TF 26 (Triebwagen) beziehungsweise B 26. Vier Beiwagen richtete die BVG 1939 für den Betrieb auf der Linie 120 nach Hennigsdorf her, einer von ihnen ging im Krieg verloren. Sechs Beiwagen sowie sämtliche Triebwagen dieser Serie verblieben nach 1949 bei der BVG-Ost, die übrigen Beiwagen bei der BVG-West. Letztere musterte ihre beiden Wagen 1955 und 1966 aus. Die Beiwagen der BVG-Ost wurden 1965 in das Rekoprogramm einbezogen und dienten als Spenderfahrzeuge für die Beiwagen 2067 bis 2072. Die Triebwagen mit Ausnahme von 4362 (vorher Flachbahn 14) wurden 1960/1961 (nach anderer Quelle 1956) ausgemustert, das verbliebene Fahrzeug kam 1956 zur Woltersdorfer Straßenbahn und war dort bis 1970 im Einsatz. 1979 kam das Fahrzeug nach Berlin zurück, seine Aufarbeitung ist vorgesehen.
| Baujahr | Hersteller         | Nummern | ab 1928       | Verbleib |
| ------- | ------------------ | ------- | ------------- | --- |
| 1901    | Falkenried/Siemens | 1–8     |               | 1928 ausgemustert |
| 1905    | Falkenried/Siemens | 09+10   |               | 1928 ausgemustert |
| 1899    |                    | 11+12   |               | 1923/1925 ex Breslau; um 1927 ausgemustert |
| 1926    | O&K                | 13–17   | 4361–4365     | 4362 in 1956 nach Woltersdorf Nr. 6II, 1966 in Tw 10II, 1970 ausgemustert, 1979 nach Berlin, Aufarbeitung vorgesehen übrige 1960/1961 (oder 1956?) ausgemustert                                   |
|         |                    |         |               | |
| 1901    | Falkenried         | 21–27   |               | 1928 ausgemustert, teilw. als Salzwagen weitergenutzt |
|         |                    | 28+29   |               | 1923/1925 ex Breslau; um 1927 ausgemustert |
| 1926    | O&K                | 30–38   | 1231II–1239II | 1236–1239 für Einsatz auf Linie 120 umgebaut; 1236 KV; 1238 +1239 nach 1949 zu BVG-West, 1965 bzw. 1955 ausgemustert; 1231–1235 + 1237 nach 1949 zu BVG-Ost; 1965 in Rekowagen 2067–2072 umgebaut |

### Wagenhalle

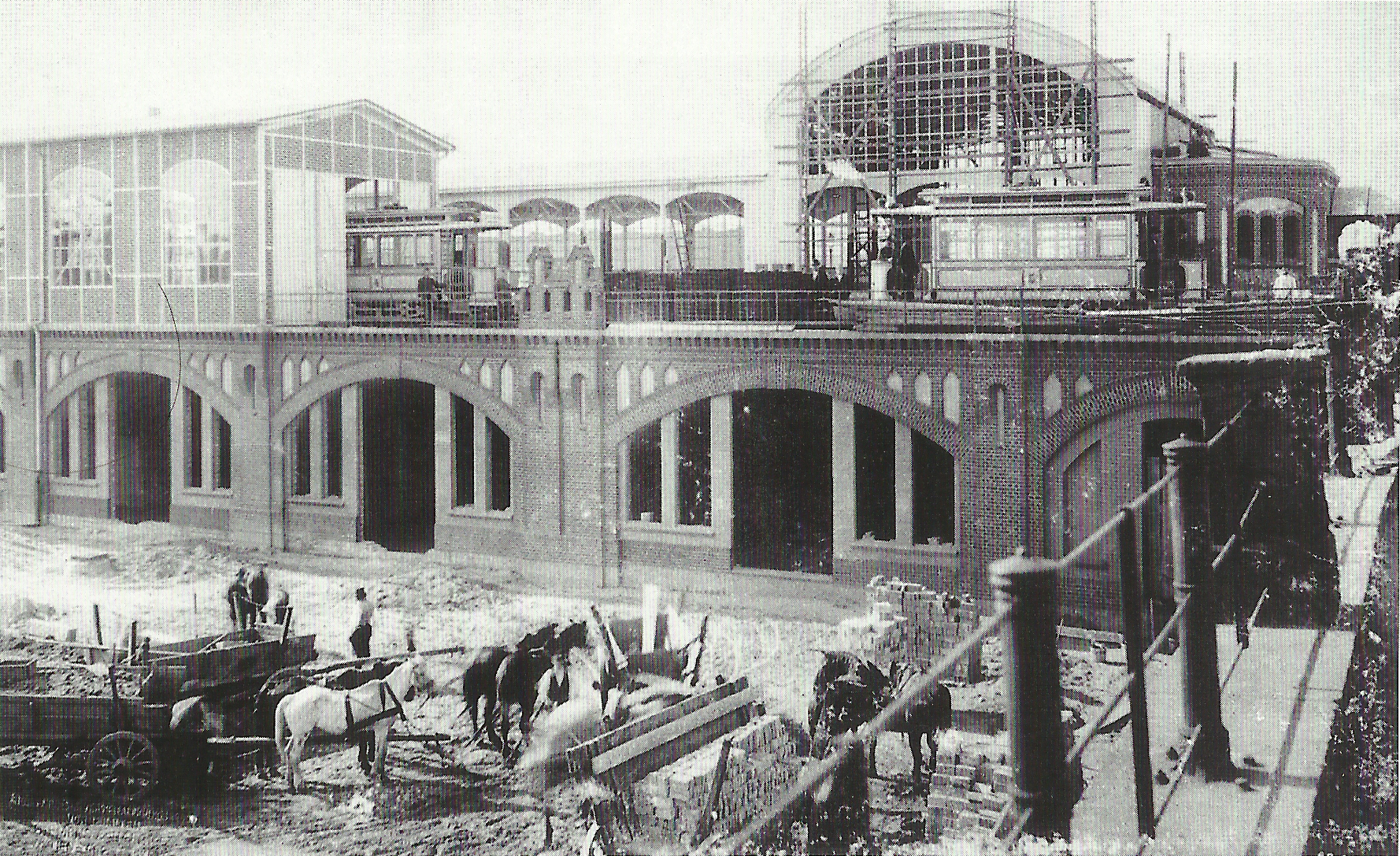
Wagenhalle der Flachbahn am Hochbahnhof Warschauer Brücke mit zwei Triebwagen, 1901

Zur Unterstellung und Wartung der Fahrzeuge dienten zwei Wagenhallen am Hochbahnhof Warschauer Brücke. Die erste Wagenhalle von 1901 umfasste zwei Gleise und stand zwischen Hochbahnhof und dem Warschauer Platz. Die Zufahrt erfolgte über die Rudolfstraße, am anderen Hallenende bestanden Übergabegleise zur Hochbahn.
Die Hochbahngesellschaft ließ 1907 längs der Rudolfstraße eine neue Wagenhalle für beide Verkehrsmittel errichten. Der zweigeschossige, Rudolfhalle genannte Bau nach Plänen Alfred Grenanders sah die Unterbringung der Hochbahnzüge im Obergeschoss und der Flachbahnwagen im Untergeschoss vor. Die Zufahrt erfolgte über die Rudolfstraße und die Ehrenbergstraße. Die Übergabegleise an der alten Wagenhalle, die abgerissen wurde, blieben bestehen. Die Halle wurde ab 1909 von der Flachbahn genutzt. Die Zufahrtgleise in der Rudolfstraße wurden spätestens ab 1910 zum Kehren genutzt.
Am 1. April 1928 wurde der Hof geschlossen; die Züge der Linie 90 wurden vom Betriebshof Lichtenberg in der Siegfriedstraße gestellt. Die Halle wurde in der Folgezeit unterschiedlich genutzt, unter anderem richtete die BVG-Ost nach 1949 dort die Zentralwerkstatt Straßenbahn ein. In den 1980er Jahren übernahm die Narva die Hallen als Lagerraum und nutzte sie bis 1994. Seit einem Umbau im Jahr 2001 werden die Räume unterschiedlich genutzt. Die Halle ist Teil der Gesamtanlage Hochbahnhof Warschauer Brücke mit Viadukt, Treppenturm und Wagenreparaturhalle und steht unter Denkmalschutz.

### Tarif
Der Fahrpreis für die 1901 eröffnete Strecke betrug einheitlich 10 Pfennig, zusätzlich gab die Hochbahngesellschaft Monatskarten zu fünf Mark, Schülermonatskarten zu drei Mark und Arbeiterwochenkarten zu 60 Pfennig heraus. Kinder unter sechs Jahren durften in Begleitung einer erwachsenen Person umsonst mitfahren, sofern sie im Wageninnern Platz nahmen. Für Hunde musste ein zusätzlicher Fahrpreis von zehn Pfennig entrichtet werden, Jagdhunde durften zudem nur in Begleitung von Jägern auf der vorderen Plattform mitfahren. Mit der Verlängerung der Hochbahn vom Stralauer Thor zur Warschauer Brücke am 17. August 1902 wurde zusätzlich ein Übergangstarif zwischen Flach- und Hochbahn angeboten. Dieser lag fünf Pfennig über dem Hochbahntarif und galt für beide Verkehrsmittel. Für eine Fahrt zwischen Zentralviehhof und Prinzenstraße waren demnach 15 Pfennig zu entrichten, bis Potsdamer Platz beziehungsweise Bülowstraße 20 Pfennig und bis Zoologischer Garten 25 Pfennig. Fahrgäste von der Flachbahn zur Hochbahn erhielten vom Schaffner Edmondsonsche Fahrkarten, die bei Betreten des Hochbahnhofs Warschauer Brücke entwertet werden mussten. Beim Verkehr in die entgegengesetzte Richtung behielten die Schaffner die Hochbahnfahrkarten ein und händigten den Passagieren einen braunen Fahrschein ohne Preisaufdruck aus. Der Übergangstarif galt nur für die III. Klasse der Hochbahn, für die Benutzung der II. Klasse mussten Zuschlagskarten gelöst werden. Die Übergangskarten machten den größten Anteil der verkauften Fahrkarten der Flachbahn aus.
Dieser Tarif fand bei der zweiten Flachbahn ebenfalls Anwendung. Im Vertrag zwischen der Städtischen Straßenbahn und der Hochbahngesellschaft wurde die Beibehaltung des Übergangstarifs auf der Strecke der ersten Flachbahn festgelegt. Inwiefern die Hochbahngesellschaft an den Einnahmen aus dem Übergangstarif zur ersten Flachbahn nach 1910 beteiligt war, ist nicht bekannt.
Zum Ende des Ersten Weltkriegs wurde der Hochbahntarif und damit auch der Übergangstarif erstmals erhöht, am 23. Januar 1919 war die Flachbahn direkt von der Preiserhöhung betroffen. Mit der steigenden Inflation stiegen auch die Fahrpreise in immer kürzeren Abständen. Die letzte Tarifänderung fand am 22. November 1923 statt.
Am 9. März 1927 schlossen die Berliner Straßenbahn-Betriebs-Gesellschaft, die Hochbahngesellschaft und die Allgemeine Berliner Omnibus AG den sogenannten Interessengemeinschafts-Vertrag mit dem am 15. März 1927 der 20-Pfennig-Einheitstarif zwischen den drei Verkehrsmitteln in Kraft trat. Der Tarif erlaubte das einmalige Umsteigen innerhalb eines Verkehrsmittels beziehungsweise zur Straßenbahn oder U-Bahn, ab dem 1. Januar 1928 auch zum Bus. Im Zuge der Tarifvereinheitlichung erhielt die Flachbahn die Liniennummer 90.